# 劳尔·坎佩罗
劳尔·坎佩罗（西班牙語：Raúl Campero，1919年11月29日—1980年10月31日），墨西哥男子马术运动员。他曾代表墨西哥参加1948年夏季奥林匹克运动会马术比赛，获得团体三项赛铜牌和个人三项赛第22名。